# Ethnographischer Park Kujawien-Dobrin

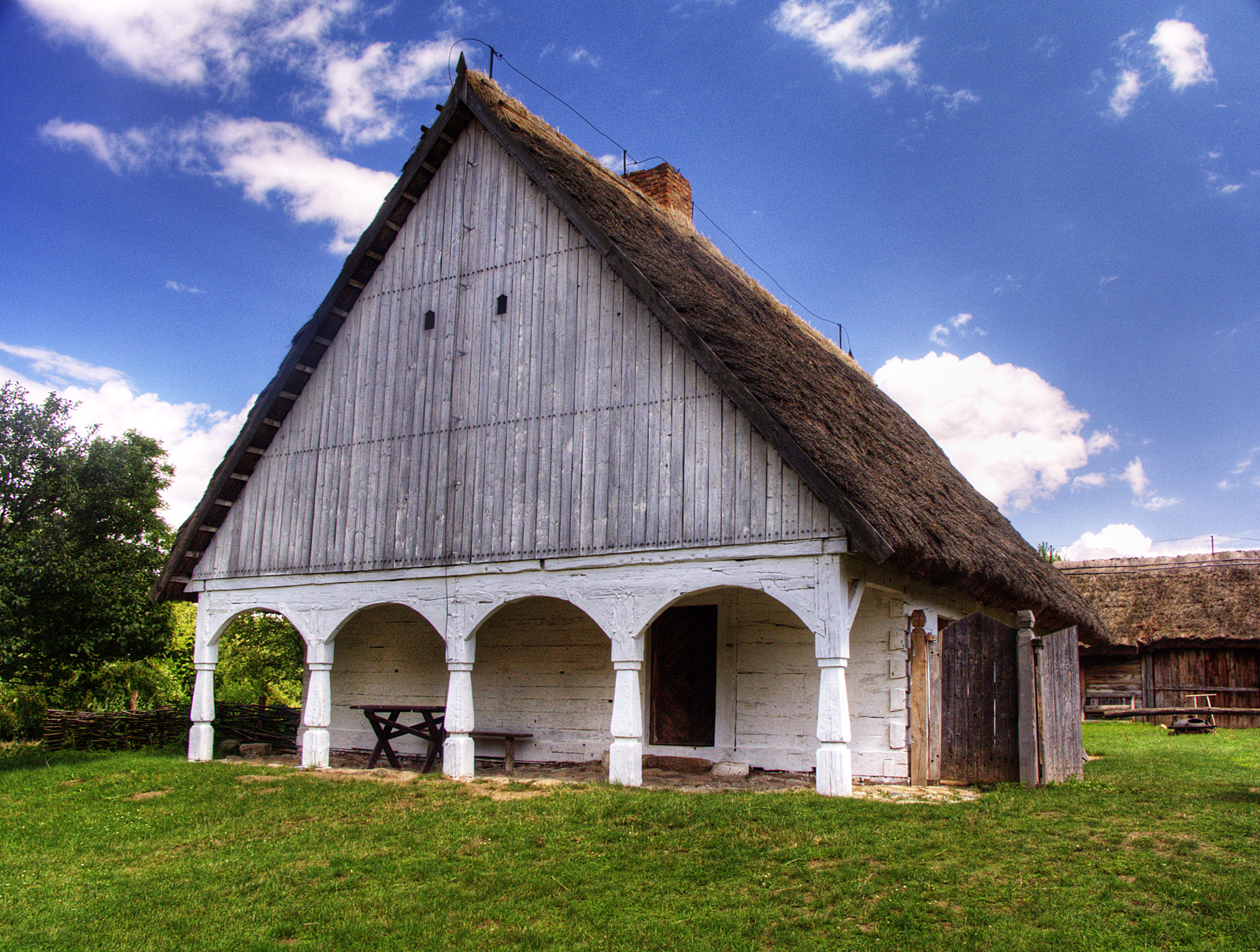
Ein Bauernhaus in Wielkie Pułkowo

Der Ethnographische Park Kujawien-Dobrin in Kłóbka (polnisch Kujawsko-Dobrzyński Park Etnograficzny w Kłóbce) ist ein im Jahr 1993 gegründetes Freilichtmuseum in Kłóbka, das eine Niederlassung des Regionalmuseums Kujawien-Dobrin in Włocławek ist.
Das Freilichtmuseum befindet sich an den beiden Ufern des Flusstals der Lubieńka und besteht aus einem alten Dorf und einer Park-Hof-Anlage, die damals der Familie Orpiszewski gehörte. Auf der Fläche von 13 Hektar befinden sich 18 Gebäude der Volksarchitektur in zwei Sektoren geteilt: Kujawien-Land (zwei Bauernhöfe) und Dobrin-Land (ein Bauernhof). Holzgebäude mit Innenausstattung, traditionelle Gegenstände und Werkzeuge zeigen das tägliche Leben der Bauernfamilien vom späten 18. Jahrhundert bis in die 1930er Jahre.
Im Hof befindet sich eine Ausstellung alter Innenräume und eine biographisch-artistische Ausstellung über Maria Orpiszewska geb. Wodzińska, der Verlobten Frédéric Chopins. Im historischen Park gibt es einen Geschichte- und Naturlehrpfad.
Auf dem Gebiet des Freilichtmuseums befinden sich:
- Bauernhäuser
- Scheunen
- Stallgebäude:

- Speicher
  - kleine Koben
  - Kuhställe
  - Pferdeställe
  - Erdhütten, Brunnen, Bienenstöcke
- Handwerksbetriebe
  - eine Schmiede
  - eine Ölmühle
  - eine Töpferei

- eine Windmühle
- eine Schule
- ein Wirtshaus
- eine Feuerwache
- eine kleine Kirche
- ein Hof

## Freilichtmuseumsplan
| Dorfsektor 1. Überdachung für landwirtschaftliche Maschinen 2. Töpferei 3. Kujawien-Bauernhof 4. Kapelle mit dem Heiligen Antonius 5. Kujawien-Bauernhof aus Zalesie 6. Schmiede aus Chełmice 7. Windmühle aus Zaduszniki 8. Schule 9. Wirtshaus aus Wielkie Pułkowo 10. Dobrin-Bauernhof 11. Kapelle mit der Gottesmutter aus Skępe 12. Feuerwache | Park-Hof-Sektor 13. Hof der Familie Orpiszewski 14. „Linde Maria“ 15. Fichten Ludwik Orpiszewskis 16. Hainbuchenallee „der kleinen Oma“ 17. Garten mit einheimischen Obstbäumen 18. Eschenallee „der großen Oma“ 19. Aussichtspunkt unter der purpurfarbigen Buche 20. Kastanienring „das grüne Kabinett“ 21. Eiche der Aufständischen 22. Erlen-Eschen-Wald 23. Kirche aus Brzeźno |